# MAVA-Renault

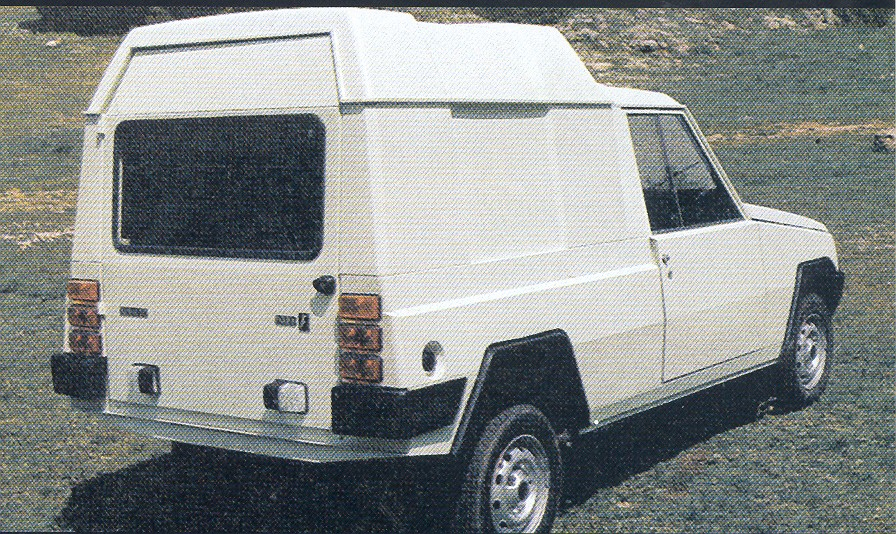
MAVA-Renault Farma F

MAVA-Renault war eine griechische Automarke.

## Unternehmensgeschichte
Das Unternehmen MAVA aus Athen, das Fahrzeuge von Renault importierte, beschloss 1979 die Produktion von Fahrzeugen. Der Designer war Georgios Michael. Der Verkauf fand zwischen 1980 und 1985 statt. Insgesamt entstanden 4500 Exemplare.

## Fahrzeuge
Die Basis der Fahrzeuge bildete der Renault 4. Für den Antrieb sorgte ein Vierzylindermotor mit 845 cm³ Hubraum und 34 PS Leistung. Die Höchstgeschwindigkeit war mit 110 km/h angegeben.
Das erste Modell Farma war ein zweitüriger Kleinwagen ohne hintere Seitenscheiben. Die griechische Telefongesellschaft OTE nutzte viele dieser Fahrzeuge. Der Farma F war ein Lieferwagen mit Hochdach auf dieser Basis. Der Farma Σ war ein offenes Freizeitauto, das dem Renault Rodéo ähnelte. Der 1985 vorgestellte Farma Change sollte dessen Nachfolger werden, blieb jedoch ein Prototyp.